# ری پرایس (نوازنده)
ری پرایس (انگلیسی: Ray Price؛ ۱۲ ژانویهٔ ۱۹۲۶ – ۱۶ دسامبر ۲۰۱۳) یک موسیقی‌دان اهل ایالات متحده آمریکا بود.